# Wim Van den Eynde
Wim Van den Eynde (1966) is een Belgisch journalist die werkt voor de VRT  en boeken uitgeeft met onderzoeksreportages.

## Biografie
Van den Eynde werd burgerlijk ingenieur-architect aan de Katholieke Universiteit Leuven en studeerde er ook nog politieke en sociale wetenschappen. Hij volgde een cursus televisiejournalistiek bij toenmalig VRT-journalist Dirk Lesaffer en volgde hem naar de Leuvense regionale zender ROB. In 1997 ging hij aan de slag als reporter bij Woestijnvis tot hij in september 2001 VRT-journalist werd.
Sinds 2009 publiceert hij ook boeken. In 2009 debuteerde hij met de memoires van een undercoveragent bij de federale politie. In 2011 vervolgde hij met het verslag van een juridische dwaling en incompetentie binnen het rechterlijk apparaat. In mei 2012 publiceerde hij met Luc Pauwels De keizer van Oostende, een boek dat de werkwijze van burgemeester Johan Vande Lanotte op de korrel neemt. Na het uitkomen van De keizer van Oostende werd hij zelfs een tijdje op non-actief gezet bij de VRT.
In 2016 kwam Fortisgate, een stresstest voor justitie uit over de zaak Fortis en de val van de federale regering Leterme I. In 2017 kwam hij op de proppen met de memoires van Paul Meyer, een boek waarin burgemeester Leopold Lippens wordt beticht van belangenvermenging. Er kwam andermaal veel kritiek op de journalistieke werkwijze. Van dit boek Bekentenissen van een meestersmokkelaar zijn de filmrechten verkocht.

## Erkenning
| Jaar | Prijs                       | Wegens                               | Opmerkingen                           |
| ---- | --------------------------- | ------------------------------------ | ------------------------------------- |
| 2010 | Prix Europa Current Affairs | Bloedantiek (Panorama)               | (met Peter Brems) eervolle vermelding |
| 2010 | De Loep                     | Bloedantiek (Panorama)               | (met Peter Brems) genomineerd         |
| 2010 | Dexia Persprijs             | Bloedantiek (Panorama)               | (met Peter Brems)                     |
| 2018 | Belfius Persprijs           | Burgemeester én bouwmeester ? (Pano) |                                       |